# Conoesucus digitiferus
Conoesucus digitiferus är en nattsländeart som beskrevs av Jacquemart 1965. Conoesucus digitiferus ingår i släktet Conoesucus och familjen Conoesucidae. Inga underarter finns listade i Catalogue of Life.